# ادریان مونگر
ادریان مونگر (انگلیسی: Adrian Monger; ۶ دسامبر ۱۹۳۲ – ۱۰ ژوئیهٔ ۲۰۱۶) ورزشکار روئینگ اهل استرالیا بود.
وی در مسابقات کشوری و بین‌المللی در مجموع برندهٔ ۱ مدال برنز شده‌است.